# Водни скорпиони
Водните скорпиони (Nepidae) са семейство насекоми от разред Полутвърдокрили (Hemiptera).
Таксонът е описан за пръв път от Пиер-Андре Латрей през 1802 година.

## Подсемейства
- Nepinae
- Ranatrinae